# Hjerte (geometri)
 For alternative betydninger, se Hjerte (flertydig). (Se også artikler, som begynder med Hjerte)
Hjerte er en geometrisk figur bestående af to spejlvendte kurver, som mødes i en spids indad og en spids udad. For kardioiden (en epicykloide) mangler spidsen udad dog. Hjertet symboliserer kærlighed.